# 군마야와타역
군마야와타역(일본어: 群馬八幡駅)은 일본 군마현 다카사키시에 있는 동일본 여객철도 신에쓰 본선의 철도역이다. 단선 승강장 2면 2선의 구조를 지닌 지상역이다.

## 타는 곳
| 1 | ■ 신에쓰 본선 | (상행) | 다카사키 방면                   |
| 2 | ■ 신에쓰 본선 | (하행) | 안나카 · 이소베 · 요코카와 방면 |

## 이용 현황
| 연도     | 이용 현황 |
| 2010년도 | 971       |
| -------- | --------- |

## 역 주변
- 야와타 공업단지
  - P&G 다카사키 공장
- 다카사키 시청 야와타 시민 서비스센터
- 우스이 강

## 인접 정차역
| 동일본 여객철도 신에쓰 본선 | 동일본 여객철도 신에쓰 본선 | 동일본 여객철도 신에쓰 본선 |
| --------------------------- | --------------------------- | --------------------------- |
| 기타타카사키 다카사키 방면  | ■ 신에쓰 본선               | 안나카 요코카와 방면        |